# 杰弗里·埃林顿
杰弗里·埃林顿是一位美国微生物学家，本科毕业于纽卡斯尔大学，硕士毕业于牛津大学，博士毕业于格林威治大學，2001至2005年在牛津大學瓦德漢學院任教，现为纽卡斯尔大学教授，2003年当选英国皇家学会会士。